# Murad Umakhanov
Mourad Oumakhanov (né le 3 janvier 1977) est un lutteur russe.  Il participe aux Jeux olympiques d'été de 2000 en lutte libre et devient champion olympique.

## Palmarès

### Jeux olympiques
- Jeux olympiques de 2000 à Sydney,  Australie
  -  Médaille d'or